# Palaquium pinnatinervium
Palaquium pinnatinervium là một loài thực vật có hoa trong họ Hồng xiêm. Loài này được Elmer mô tả khoa học đầu tiên năm 1915.